# Matai (samoanischer Titel)

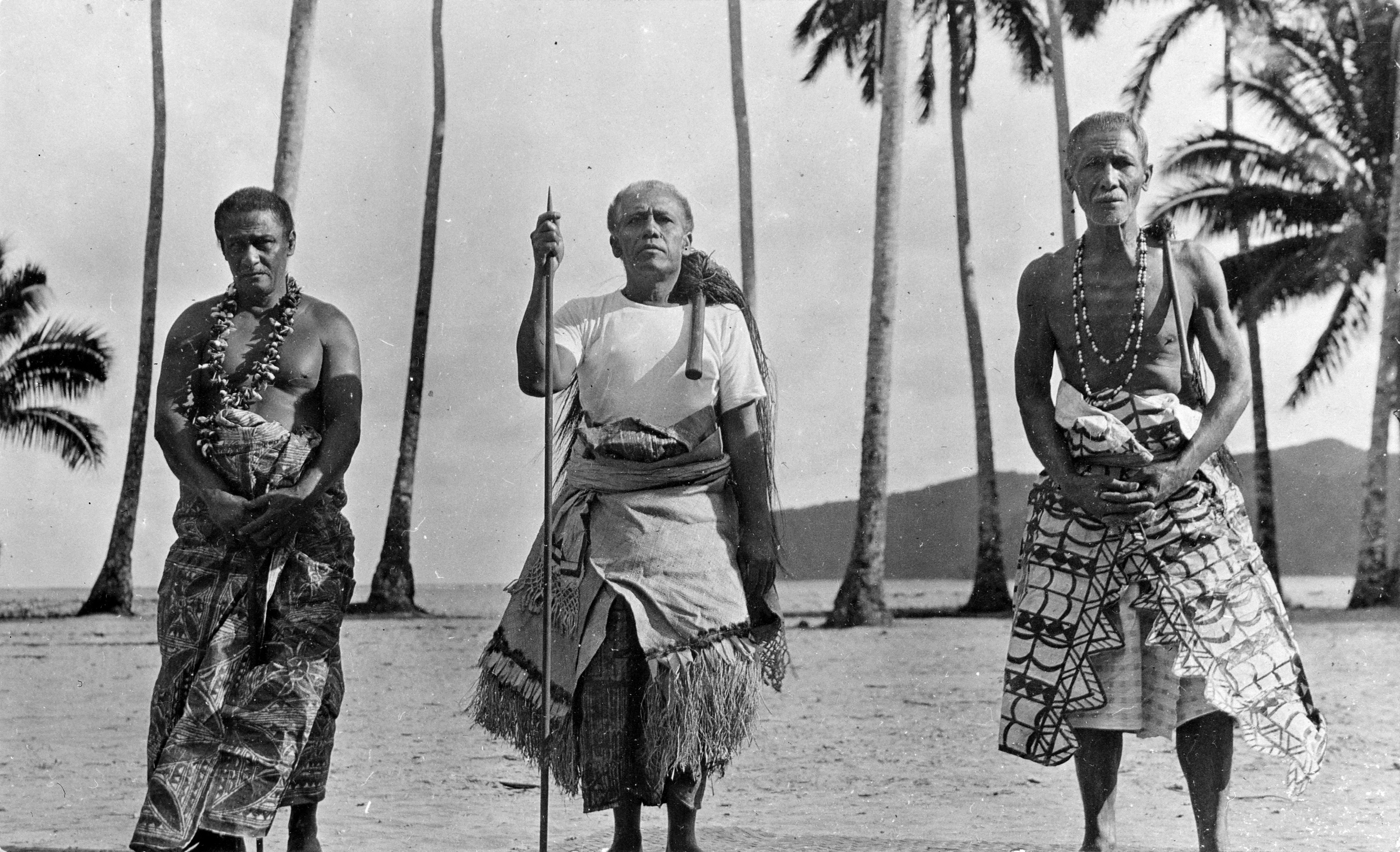
Drei Matai aus Samoa.

Matai ist der traditionelle Titel des Oberhaupts (Häuptlings) einer samoanischen Großfamilie bzw. eines Familienclans (ʻaiga) innerhalb des Matai-Systems (Faʻamatai). Zum Matai können Männer und Frauen aus dem Familienverband gewählt werden. Matai bedeutet auf Samoanisch ungefähr „Chef/Chefin“.

## Rolle und Funktion
Als Familienoberhaupt sind Matai für alle Belange ihrer Familie zuständig. Sie schlichten Streitfälle innerhalb der Familie und vertreten sie in auswärtigen Belangen. Bei Vergehen ihrer Familie sind sie jedoch auch haftbar.
Da jedes samoanische Dorf aus mehreren Großfamilien besteht, vertreten die Matai ihre Familien bei den Dorfsitzungen. Bei diesen Sitzungen werden u. a. auch sogenannte Dorfgesetze beschlossen, die das Leben im Dorfverband regeln. Aus den Reihen der Matai wird auch der Dorfchef/Dorfchefin, meist auf Lebenszeit, gewählt.
Matai können ihres Amtes enthoben werden, wenn sie aus Gesundheits- oder Altersgründen nicht mehr in der Lage sind, dieses auszuüben. Dabei behalten sie jedoch ihren Matai-Titel. Dieser wird lediglich bei schwerwiegenden Verfehlungen wie Mord oder Vergewaltigung aberkannt, was für die Person und deren Familie eine große Schande bedeutet.

## BekannteMatai
- Naomi Mataʻafa, Fiame von Lotofaga
- Mataʻafa Mulinuʻu II., ehemaliger  Fiame von Lotofaga